# Rezolucja Rady Bezpieczeństwa ONZ nr 382
Rezolucja Rady Bezpieczeństwa ONZ nr 382 została przyjęta jednomyślnie 1 grudnia 1975 r.
Po przeanalizowaniu wniosku Surinamu o członkostwo w Organizacji Narodów Zjednoczonych, Rada zaleciła Zgromadzeniu Ogólnemu przyjęcie tego państwa do swojego grona.

## Źródło
- UNSCR - Resolution 382